# Сальмез
Сальме́з (фр. Salmaise) — коммуна во Франции, находится в регионе Бургундия. Департамент коммуны — Кот-д’Ор. Входит в состав кантона Венаре-Ле-Лом. Округ коммуны — Монбар.
Код INSEE коммуны — 21580.

## Население
Население коммуны на 2010 год составляло 140 человек.
| 1962 | 1968 | 1975 | 1982 | 1990 | 1999 | 2010 |
| ---- | ---- | ---- | ---- | ---- | ---- | ---- |
| 199  | 169  | 156  | 161  | 157  | 136  | 140  |

## Экономика
В 2010 году среди 89 человек трудоспособного возраста (15—64 лет) 66 были экономически активными, 23 — неактивными (показатель активности — 74,2 %, в 1999 году было 64,7 %). Из 66 активных жителей работали 59 человек (31 мужчина и 28 женщин), безработных было 7 (5 мужчин и 2 женщины). Среди 23 неактивных 4 человека были учениками или студентами, 14 — пенсионерами, 5 были неактивными по другим причинам.